# Stearina
La stearina o tristearina è un trigliceride derivante dalla condensazione di tre molecole di acido stearico con il glicerolo. Si cominciò a usarla dal 1818, per la preparazione di candele, nell'apprettatura di tessuti e per la preparazione di unguenti. È una sostanza biodegradabile non solubile in acqua.
La sua formula chimica è  C3H5(C18H35O2)3 (o semplicemente C57H110O6).
Come altri trigliceridi presenta una cristallizzazione polimorfica. A diversi sistemi cristallini corrispondono diverse temperature di fusione:
- α, esagonale, 54,5 °C
- β′, ortorombico, 64,5 °C
- β, triclino, 72,5 °C.

Mescolata a idrossido di sodio, si usa per la preparazione del sapone; la reazione di idrolisi basica forma glicerina e stearato di sodio:
{\displaystyle {\ce {C3H5(C18H35O2)3 + 3 NaOH -> C3H5(OH)3 + 3 C18H35COONa}}}

## Stearina commerciale
Viene chiamata stearina nel mercato degli oli e materie grasse la frazione solida a temperatura ambiente di oli e grassi.

Non è una tristearina pura, ma una miscela di trigliceridi ad alto punto di fusione.

La più diffusa è la stearina dell'olio di palma composta tipicamente da trigliceridi POP e PPP. La temperatura di fusione della stearina dell'olio di palma va da 46,6 a 53,8 °C ed è inferiore a quella della tristearina.
Nella produzione della maggioranza delle candele, cosiddette steariche, da ormai molto tempo l'utilizzo di tristearina o stearine commerciali è stato soppiantato da paraffine e cere di derivazione petrolifera.
La stearina viene anche usata come decapante e flussante quando si devono effettuare saldature a stagno.